# Stewartit
Stewartit ist ein eher selten vorkommendes Mineral aus der Mineralklasse der Phosphate, Arsenate und Vanadate. Er kristallisiert im monoklinen Kristallsystem mit der chemischen Zusammensetzung Mn2+Fe3+2[OH|PO4]2 • 8 H2O und entwickelt tafelige, blättrige bis nadelige Kristalle, aber auch radialstrahlige, büschelige Aggregate von nur wenigen Millimetern Größe in bräunlichgelber oder orangegelber Farbe.

## Etymologie und Geschichte
Erstmals entdeckt wurde Stewartit 1912 in der „Stewart Mine“ (in den Tourmaline Queen Mountains) im Pala District des San Diego Countys, Kalifornien. Waldemar Theodore Schaller beschrieb dieses Mineral zusammen mit Hydroxylapatit und Sicklerit im „Journal of the Washington Academy of Sciences“ (2, 143–145) und benannte es nach seiner Typlokalität.

## Klassifikation
In der mittlerweile veralteten, aber noch gebräuchlichen 8. Auflage der Mineralsystematik nach Strunz gehörte der Stewartit zur Mineralklasse der „Phosphate, Arsenate und Vanadate“ und dort zur Abteilung der „Wasserhaltigen Phosphate mit fremden Anionen“, wo er zusammen mit Kastningit, Metavauxit und Pseudolaueit die unbenannte Gruppe VII/D.09 bildete.
Die seit 2001 gültige und von der International Mineralogical Association (IMA) verwendete 9. Auflage der Strunz’schen Mineralsystematik ordnet den Stewartit ebenfalls in die Klasse der „Phosphate, Arsenate und Vanadate“ und dort in die Abteilung der „Phosphate usw. mit zusätzlichen Anionen; mit H2O“ ein. Diese Abteilung ist allerdings weiter unterteilt nach der Größe der beteiligten Kationen sowie dem Verhältnis der zusätzlichen Anionen zum Kationenkomplex RO4, so dass das Mineral entsprechend seiner Zusammensetzung in der Unterabteilung „Mit ausschließlich mittelgroßen Kationen; (OH usw.) : RO4 = 1 : 1 und < 2 : 1“ zu finden ist, wo es zusammen mit Ferrolaueit, Gordonit, Maghrebit (IMA2005-044), Kastningit, Laueit, Mangangordonit, Paravauxit, Pseudolaueit, Sigloit und Ushkovit die „Laueit-Gruppe“ mit der System-Nr. 8.DC.30 bildet.
Auch die vorwiegend im englischen Sprachraum gebräuchliche Systematik der Minerale nach Dana ordnet den Stewartit in die Klasse der „Phosphate, Arsenate und Vanadate“ und dort in die Abteilung der „Wasserhaltigen Phosphate etc., mit Hydroxyl oder Halogen“ ein. Hier ist er zusammen mit Laueit, Pseudolaueit, Ushkovit und Ferrolaueit in der „Laueit-Gruppe“ mit der System-Nr. 42.11.10 innerhalb der Unterabteilung der „Wasserhaltigen Phosphate etc., mit Hydroxyl oder Halogen mit (AB)4(XO4)3Zq × x(H2O)“ zu finden.

## Modifikationen und Varietäten
Die Verbindung Mn2+Fe23+[OH|PO4]2 · 8H2O ist trimorph und kommt in der Natur neben dem triklinen Stewartit noch als ebenfalls triklin, jedoch mit anderen Gitterparametern kristallisierender Laueit und als monoklin kristallisierender Pseudolaueit vor.

## Bildung und Fundorte

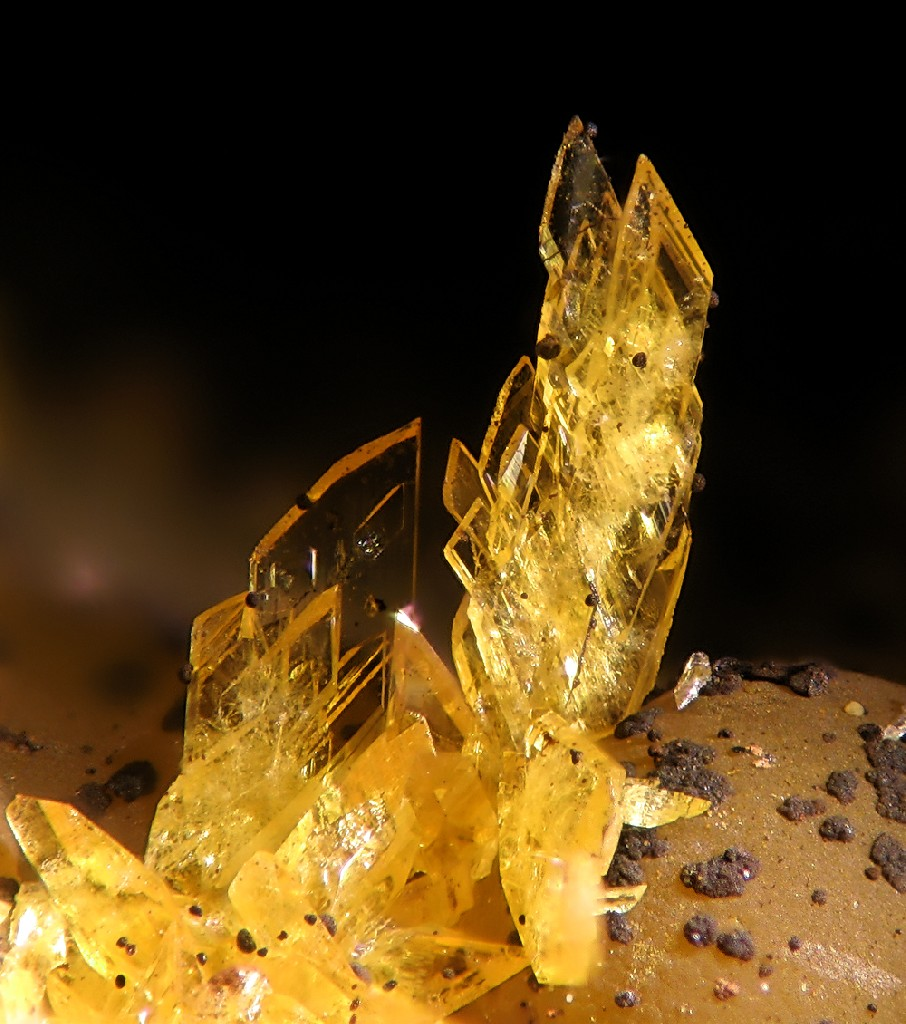
Stewartit-Kristallgruppe aus dem südlichen Aufschluss der Hagendorfer Pegmatite in der „Cornelia Mine“, Oberpfälzer Wald (Bayern) – Bildgröße 1,5 mm

Stewartit ist ein Sekundärmineral und bildet sich durch Auslaugung primärer Phosphatvorkommen in Granit-Pegmatiten.
Fundorte sind unter anderem Córdoba (San Alberto) in Argentinien; Minas Gerais in Brasilien; Limousin in Frankreich; Baden-Württemberg (Landkreis Wolfach) und Bayern (Bayerischer und Oberpfälzer Wald) in Deutschland; Fianarantsoa auf Madagaskar; Erongo in Namibia; einige Regionen in Portugal; sowie mehrere Regionen in den USA.

## Kristallstruktur
Stewartit kristallisiert im triklinen Kristallsystem in der Raumgruppe P1 (Raumgruppen-Nr. 2) mit den Gitterparametern a = 10,398 Å, b = 10,672 Å, c = 7,223 Å, α = 90,10°, β = 109,10° und γ = 71,83, sowie zwei Formeleinheiten pro Elementarzelle.